# Villemotier
Villemotier är en kommun i departementet Ain i regionen Auvergne-Rhône-Alpes i östra Frankrike. Kommunen ligger  i kantonen Coligny som ligger i arrondissementet Bourg-en-Bresse. Kommunens areal är 13,86 km². År 2022 hade Villemotier 607 invånare.

## Befolkningsutveckling
Antalet invånare i kommunen Villemotier
Referens: INSEE